# Hartmut Hofrichter
Hartmut Hofrichter (* 3. Mai 1939 in Stettin) ist ein deutscher Architekt, Architekturhistoriker, Denkmalpfleger und Hochschullehrer.

## Leben
Hartmut Hofrichter studierte von 1961 bis 1966 an der RWTH Aachen Architektur. 1971 promovierte er an dieser Universität bei Willy Weyres und Lorenz Dittmann  mit der Arbeit „Das Kloster Sdepannos Nachawega in der iranischen Provinz Aserbaidschan“. Von 1971 bis zu seiner Habilitation im Jahre 1978 war er bei Martin Graßnick als Assistenz-Professor am Lehrstuhl für Baugeschichte, Geschichte des Städtebaus und Denkmalpflege tätig. 1980 wurde er in der Nachfolge von Werner Bornheim gen. Schilling zum Landeskonservator von Rheinland-Pfalz ernannt. 1982 erhielt er in der Nachfolge von Martin Graßnick den Ruf als Professor am Fachbereich Architektur/Raum und Umweltplanung/Bauingenieurwesen (A/RU/BI) der Universität Kaiserslautern. Von 1995 bis 1997 war er Dekan dieses Fachbereiches und von 1997 bis 2001 hatte er das Amt des Vizepräsidenten der Universität Kaiserslautern inne. Seine Forschungsgebiete waren die Bauaufnahme, Dokumentation und Beschreibung der Klosterkirche Achtala sowie weiterer Anlagen in Armenien, sowie allgemeine Baugeschichte, Geschichte des Städtebaus und Denkmalpflege. 2004 wurde er in den Ruhestand verabschiedet.
Hartmut Hofrichter ist verheiratet und Vater von zwei Söhnen. Er lebt in Weilerbach.

## Schriften
- Das Kloster Sdepannos Nachawega in der iranischen Provinz Aserbaidschan. Diss. an der RWTH Aachen, Aachen 1971
- (gemeinsam mit Martin Graßnick): Die Architektur der Antike. Materialien zur Baugeschichte Bd. 1, Braunschweig 1982, ISBN 3-528-08681-5
- (gemeinsam mit Martin Graßnick): Die Architektur des Mittelalters. Materialien zur Baugeschichte Bd. 2, Braunschweig 1982, ISBN 3-528-08682-3
- (gemeinsam mit Martin Graßnick): Die Architektur der Neuzeit. Materialien zur Baugeschichte Bd. 3, Braunschweig 1982, ISBN 3-528-08683-1
- (gemeinsam mit Martin Graßnick): Stadtbaugeschichte von der Antike bis zur Neuzeit. Materialien zur Baugeschichte Bd. 4, Braunschweig 1982
- Steinerne Kirchturmbekrönungen in der ehemaligen Diözese Worms, Eltville am Rhein 1984
- (gemeinsam mit Martin Graßnick): Deutsche historische Bürgerhäuser, Keysers kleine Kulturgeschichte, München 1985, ISBN 3-87405-168-4
- (Hrsg.): Putz und Farbigkeit an mittelalterlichen Bauten, Stuttgart 1993, ISBN 3-8062-1069-1
- (Hrsg.): Die Burg, ein kulturgeschichtliches Phänomen, Stuttgart 1994, ISBN 3-8062-1134-5
- (Hrsg. gemeinsam mit Barbara Schock-Werner): Burg- und Schlosskapellen: Kolloquium des Wissenschaftlichen Beirats der Deutschen Burgenvereinigung, Stuttgart 1995, ISBN 3-8062-1188-4
- (Hrsg. gemeinsam mit Barbara Schock-Werner und Klaus Bingenheimer): Fenster und Türen in historischen Wehr- und Wohnbauten: Kolloquium des Wissenschaftlichen Beirats der Deutschen Burgenvereinigung, Stuttgart 1995, ISBN 3-8062-1224-4
- Burgenbau im späten Mittelalter, München 1996, ISBN 3-422-06187-8
- (Hrsg.): Der andere Martin Graßnick. Festschrift aus Anlaß der Vollendung seines achtzigsten Geburtstages, Kaiserslautern 1997
- (Hrsg. gemeinsam mit Georg Ulrich Großmann): Der frühe Schloßbau und seine Mittelalterlichen Vorstufen, München 1997, ISBN 3-422-06208-4
- (Hrsg.): Beiträge zur armenischen Baugeschichte, Kaiserslautern 2001, ISBN 3-935627-00-9
- (Hrsg.): Materialien zur Vorlesung Geschichte der Architekturtheorie, Kaiserslautern 2002, ISBN 3-935627-10-6
- Visionen, Kaiserslautern 2002
- (Hrsg. gemeinsam mit Joachim Zeune, Roland Paul und Burghart Schmidt): Historische Häuser in den ländlichen Regionen der Pfalz, Kaiserslautern 2005, ISBN 978-3-927754-53-9
- (Hrsg. gemeinsam mit Joachim Zeune): Alltag auf Burgen im Mittelalter, Braubach 2006, ISBN 978-3-927558-25-0
- (Hrsg. gemeinsam mit Joachim Zeune): Die Burg im 15. Jahrhundert: Kolloquium des Wissenschaftlichen Beirats der Deutschen Burgenvereinigung, Braubach 2011, ISBN 978-3-927558-32-8